# Theodor Neumann Cordua
Theodor Albert Henrick Neumann Cordua (Paramaribo, 24 augustus 1860 - Caracas (Venezuela), november 1911) was een Surinaams pianist en componist.

## Biografie
Neumann Cordua was gehuwd met Helena Louise Auguste Reuter. Het echtpaar kreeg drie zoons. Neumann Cordua had toen al een dochter met zijn partner Jacqueline Helmond. Na de echtscheiding van Helene Reuter hertrouwde hij op 31 maart 1906 met Margaretha Christina Calgren.
Neumann Cordua vertrok op jonge leeftijd naar Wenen. Over zijn werkzaamheden is weinig bekend. Op 21-jarige leeftijd moet hij al erelid zijn geweest van de Weense academische Wagner-vereniging. Ook moet hij docent zijn geweest aan het conservatorium van Bern. Een advertentie voor piano’s in een Surinaamse krant uit 1907 is voorzien van een aanbeveling door Professor Th. Neumann-Cordua. Van enkele door hem gegeven concerten in Zuid-Amerika zijn recensies bewaard gebleven. 
Neumann Cordua is in 1911 tijdens een tournee in Venezuela overleden. In Paramaribo werd een kunstavond georganiseerd waarbij hij werd herdacht, samen met zijn twee jaar eerder overleden collega Dario Saävedra.

## Concerten
Neumann Cordua gaf in augustus 1885 een concert in toneelgebouw Thalia, met medewerking van "eenige Surinaamsche dilettanten": Dijck Jr., J.N. Helstone (piano), W.L. Loth (viool) en J. Rodriques (cello). Het concert was een succes en een tweede uitvoering volgde in oktober 1885. Een lovende recensie maakte melding van een uitgebreid banket na afloop van het concert en een tocht langs zijn ouderlijk huis.
Over een concert in Port of Spain (Trinidad en Tobago) in 1907 werd uitgebreid bericht in de Surinaamse pers. Het concert maakte deel uit van een West-Indische en Zuid-Amerikaanse tournee. De recensent noemt hem "een leerling van de grote Rubenstein", waarmee waarschijnlijk Anton Rubinstein wordt bedoeld. Tijdens het concert werd de Sonate voor cello en piano uitgevoerd.

## Uitvoeringen
Tijdens een concert georganiseerd door het Surinaams Muziekcollectief en uitgevoerd in 1994 in het Haags Gemeentemuseum, werd Neumann Cordua’s Trio voor piano, viool en cello uitgevoerd. De uitvoerende musici waren Tan Crone, Evert Derks en Mario Rio.
Op 15 september 2013 werd in het Bijlmer Parktheater een concert gegeven dat in het teken stond van Surinaamse klassieke muziek. Er werden composities uitgevoerd van Johan Victor Dahlberg, Eddy Vervuurt, Lou Lichtveld en Neumann Cordua. Het programma was samengesteld door John Helstone, oud-concertmeester van het Rotterdams Philharmonisch Orkest. Uitvoerenden waren Vladislav Warenberg, Pei Pei Zhu en Roderigo Robles de Medina. 
Tijdens de zesde editie van Surinaams Klassiek op 5 januari 2020 in het Museum Van Loon werd Gondoliera uitgevoerd door Roderigo Robles de Medina. 

## Diversen
Het Neumanpad in Paramaribo, een overkluizing van de Fiottekreek, is naar Neumann Cordua genoemd.

## Composities (incompleet)
- Drei Characterstücke für Pianoforte: Elfenspiel, Bourrée Moderne, Scherzo G Moll (Opus 5) [13]
- Trio voor piano, viool en violoncello (Op.6)
- Strijkkwartet (Op. 7)
- Gondoliera (Op.10 voor piano solo)
- Sonate voor cello en piano (Opus ?)
- Sonate voor piano (Opus ?) [14]